# Hofgeismar
Hofgeismar est une ville allemande d'environ 15 000 habitants située dans le land de Hesse.

## Sites
Dans la ville : église gothique (XIIe siècle) et place du marché.
Aux environs de Hofgeismar se trouve le parc animalier du Tierpark Sababurg au château de Sababurg.

## Histoire
| Appartenances historiques Électorat de Mayence 1082–1462 Landgraviat de Basse-Hesse 1462–1500 Landgraviat de Hesse 1500–1567 Landgraviat de Hesse-Cassel 1567–1803 Électorat de Hesse 1803–1807 Royaume de Westphalie 1807–1813 Électorat de Hesse 1813–1866 Royaume de Prusse (Province de Hesse-Nassau) 1866–1918 République de Weimar 1918–1933 Reich allemand 1933–1945 Allemagne occupée 1945–1949 Allemagne 1949–présent |

## Jumelage
La ville est jumelée avec :
- Pont-Aven (France) depuis 1972
- Rosenau am Hengstpaß (Autriche) depuis 1983
- Maringues (France) depuis 1984
- Bad Blankenburg (Allemagne) depuis 1990

## Personnalités
- Jules Rothschild (1838-1900), éditeur et botaniste français, y est né.
- Ruwen Ogien (1947-2017), philosophe français.